# Spider-Man
För andra betydelser, se Spider-Man (olika betydelser).
Spider-Man, på svenska även kallad Spindelmannen eller Spindeln, är en superhjälte från Marvel skapad av Stan Lee och Steve Ditko.
Spindelmannen gjorde sin debut i den amerikanska serietidningen Amazing Fantasy #15 i augusti 1962. I Sverige publicerades Spindelmannen (eller Spindeln som han då kallades) första gången i serietidningen Marvelserien #1, 1967. I nya svenska publikationer används sedan 1999 enbart det engelska originalnamnet Spider-Man.
Peter Benjamin Parker föddes i Queens av Richard och Mary Parker. Medan Peter fortfarande var ett spädbarn gavs hans föräldrar av CIA uppdraget att infiltrera den algeriska basen Spionringen som kontrollerades av den kommunistiska agenten, "Red Skull". I samma ögonblick som "Red Skull" fick veta att Richard och Mary var dubbelagenter, dödade en av hans agenter, Finisher, dem genom att iscensätta en flygolycka. Den föräldralöse Peter levde sedan med sin farbror och faster - Ben och May, - som uppfostrade honom som om han var deras barn.
Vid ett tillfälle blev han biten av en spindel som hade bestrålats av en partikelaccelerator. Efteråt hade bettet förändrat honom och givit honom superkrafter.

## Bakgrund
Den nördige tonåringen Peter Parker börjar sin karriär som superhjälte i New York efter att han under ett experiment i ett laboratorium blir biten av en radioaktiv spindel. Detta ger honom övermänskliga krafter i likhet med en spindels förmågor, där övermänsklig styrka, vighet, spänst och reaktionsförmåga är några av egenskaperna han utvecklar. Krafterna medför dock inte egenproducerat nät, men Parker lyckas framställa en nätliknande substans som han använder till att svinga sig runt i New York med.
Parker väljer till en början att försöka tjäna pengar på sina krafter och på så sätt få uppmärksamhet. Spindelmannen blir ett känt namn och många kommer för att se honom uppträda. Efter en föreställning låter han bli att stoppa en rånare som springer rakt förbi honom; samma rånare dödar senare hans farbror Ben. Efter den dagen lär sig Peter det hans farbror Ben sa: "med stora krafter följer ett stort ansvar" och han bestämmer sig för att gottgöra farbror Bens död genom att varje dag bekämpa brottslighet.
Efter att ha slagits mot rånare, inbrottstjuvar och andra vanliga kriminella får Spindelmannen så småningom mer motstånd av superskurkar som Doktor Octopus, Vulture, Kraven the Hunter, Chameleon, Electro och Sandman. Den mentalt instabile Green Goblin, som från början egentligen är Norman Osborn och senare hans son Harry Osborn, är en av få som får reda på Spindelmannens riktiga identitet och genom det hotar han Parkers nära och kära. Hans flickvän Gwen Stacy, Ben Reilly och dottern May är några av dem som dör på grund av Green Goblin. Ett tag antas det att båda Osborn är döda men detta visar sig senare vara falskt.
Utöver superhjältelivet har Peter sitt vanliga liv som student att tänka på. Peter är förälskad i Mary Jane Watson, och blir efter en tid tillsammans med henne. Han arbetar även som fotograf för dagstidningen Daily Bugle med den grinige chefredaktören J. Jonah Jameson i spetsen. Parkers inkomst på The Bugle kommer till stor del från foton på Spindelmannen.
Under seriens gång går Parker från att vara high school-student till universitetsstudent och börjar senare arbeta som lärare.

### Civil War – One More Day
Under Civil War avslöjar Peter sitt ansikte i tv när han drar av sig masken; Tony "Iron Man" Stark trodde att människorna skulle acceptera Peter men han blir istället jagad av personer han litade på. Peter, Mary Jane och May gömmer sig på ett hotell där May blir skjuten av en lönnmördare lejd av Wilson "Kingpin" Fisk. Peter drar då på sig sin gamla svarta dräkt för att sätta skräck i den undre världen. Peter beger sig till fängelset där Kingpin sitter och deras slutgiltiga strid börjar. Kingpin har ingen chans mot en ilsken Peter och istället för att besegra Spindelmannen blir han istället misshandlad av Peter. Peter berättar för Kingpin att han ska komma tillbaka och döda honom när May dör. Han fortsätter att försöka rädda henne, men ingenting verkar hjälpa. Han begår många brott på vägen, det allvarligaste är att han slår en polis medvetslös. Inte ens ekonomiskt stöd från Tony Stark räcker för att rädda henne. Peter söker sedan råd hos Doctor Strange, men Strange säger att han inte göra något för May, han hjälper Peter att söka hjälp av flera andra, men de kan inte heller hjälpa till. Medan Peter känner att hans fasters död är nära förestående och han befinner sig i sin mörkaste stund, möter han djävulen Mephisto som erbjuder honom en oväntad pakt: han kan rädda Peters faster, förutsatt att han förändrar det förflutna. Äktenskapet mellan Mary Jane och Peter skulle aldrig ha ägt rum och Spindelmannens nyligen offentliggjorda identitet skulle raderas från allas minnen. Mary Jane och Peter går med på pakten. Innan han vrider tillbaka klockan avslöjar dock Mephisto en hemlighet: om de inte hade accepterat hans pakt, skulle paret ha fått en dotter. Mephisto ändrar sedan historiens gång så att nutiden ser annorlunda ut: Mary Jane och Peter är inte längre gifta, May lever och har det bra, Peter bor hos sin faster, Harry Osborn lever, Spindelmannen producerar inte längre organiskt nät utan använder återigen nätskjutare med patroner (Spindelmannen kom att använda sig av egenproducerat nät dels efter att han mötte Queen och dels efter berättelsen The Other), och ingen (inte ens Black Cat eller Daredevil) kommer längre ihåg Spindelmannens hemliga identitet.

### Brand New Day
Brand New Day öppnas med informationen om att Spindelmannen inte synts till på 100 dagar och att brottsligheten är låg. Spindelmannen är efterlyst av polisen, eftersom spindelspårare har hittats på olika mordoffer i New York. En rånare dyker upp utklädd till Spindelmannen och kallar sig för Spider-Mugger. Samtidigt är Peter pank och behöver pengarna som Daily Bugle är skyldig honom. Han skäller ut J. Jonah Jameson som drabbas av en hjärtattack. Robbie säger till Peter att det enda som kan rädda Bugle från konkurs är Spindelmannen på första sidan av tidningen. Peter blir därför tvungen att ta på sig sin dräkt och hitta skurken som klär sig som Spindelmannen. Spindelmannen stöter på mästerskurken Mister Negative som tillverkat ett gift för att döda de största gangsterklanerna i New York. Peter lyckas inte rädda männen men han räddar barnen och kvinnorna från giftet. Spindelmannen hittar senare Spider-Mugger mördad.

### New Ways to Die
Thunderbolts, som leds av Norman Osborn, kommer till New York för att jaga Spindelmannen som har pekats ut för en rad mord. Samtidigt blir den cancersjuke Eddie Brock frisk efter att Martin Li rört honom på F.E.A.S.T.. När Thunderbolts spårar Spindelmannen till F.E.A.S.T. förvandlas Brock till Anti-Venom och börjar attackera både Venom och Spindelmannen. Spindelmannen och Anti-Venom slår sig senare ihop för att ta ner Thunderbolts och efter en kamp mellan Spindelmannen och Green Goblin (och en kamp mellan Anti-Venom och resten av Thunderbolts) kollapsar Oscorps huvudkontor. Songbird instruerar Spindelmannen att ligga lågt de närmaste dagarna. Osborn håller en presskonferens där han berättar att Spindelmannen har dött i en kollaps.

### Sinister War
Spindelmannen befinner sig i en konflikt mellan superskurkgrupperna Sinister Six och Savage Six. Samtidigt söker Doctor Strange upp Mephisto för att ta reda på vad som är fel med Peter Parker och Harry Osborn. Mephisto erkänner sitt sanna motiv till att han raderade Peter och Mary Janes äktenskap: Mephisto har förutsett en framtid där antingen Peter eller hans dotter kommer att besegra honom, därför tog han bort deras äktenskap så att hon inte skulle födas, och han har gjort vad han kan för att förhindra Peter och Mary Jane från att återförenas. Och det finns fortfarande en chans att denna framtid kommer att inträffa. Det visar sig också att Mephisto är ansvarig för att Norman Osborn blev Green Goblin.

## Förmågor, krafter och vapen
Spindelmannens förmågor sägs vara proportionerliga till en vanlig spindel, så att han har övermänsklig styrka, snabbhet och smidighet. Han har dessutom en spindels förmåga att klänga sig fast vid de flesta ytor, och ett spindelsinne som varnar honom för kommande faror . Parker har tillverkat mekaniska anordningar som han döljer på handlederna under dräkten, och som han använder för att skjuta iväg en vätska som ögonblickligen stelnar till ett starkt nät. Sedan Spindelmannen kysstes av Queen har han dock kunnat skjuta ut sina spindelnät naturligt från underhanden.

## Vänner
Mary Jane WatsonMary Jane är Peter Parkers stora kärlek och hustru; mor till May Parker. Mary Jane och Peters äktenskap bryts av djävulen Mephisto i "One More Day".
May Parker (Faster May) och Ben Parker (Farbror Ben, mördad av Burglar)Faster May och farbror Ben tog hand om Peter när han växte upp.
Felicia Hardy/Black Cat (Svarta Katten)Felicia Hardy (också känd som Svarta Katten) är en ung kvinnlig student vid Peter Parkers universitet som också är superhjältinna/superskurk.
Ben ReillyBen Reilly var en klon av Peter Parker och han tog sig ett eget alias som Scarlet Spider. Ben Reilly ansågs under en period vara den äkta Peter Parker, medan den Peter man sett under många år ansågs vara en klon. Senare avslöjades det att Peter var den äkta varan och Ben klonen när han dödades i en strid mot Green Goblin. Peter har klonats vid ett flertal tillfällen av den onde vetenskapsmannen Miles Warren som senare tog identiteten som superskurken Jackal.
Fantastic FourFantastic Four är en superhjältegrupp bestående av Mr. Fantastic, Invisible Woman, Thing och Human Torch.
Gwen StacyGwen Stacy var en före detta skönhetsdrottning och fästmö till Peter Parker. Green Goblin mördade henne genom att kasta henne från en bro.
Jessica DrewJessica Drew var den första Spindelkvinnan. Hon var dotter till Dr. Jonathan Drew och de hittade tillsammans de avlägsna ruinerna efter staden Wundagore. Jonathan Drew fick dock betala ett högt pris för sin upptäckt när hans dotter blev förgiftad av ett radioaktivt gift. I ett desperat försök att bota Jessica gav han henne ett spindelserum. Medicinen hade dock bieffekter; hon blev immun mot gifter och radioaktivitet, kunde klättra på väggar och attraherar alla män i sin närhet men äcklar andra kvinnor. Hennes krafter är: superstyrka, snabbhet och kondition och hon kan glidflyga med sin dräkts vingar.
Julia CarpenterJulia Carpenter är den andra spindelkvinnan i Marvels värld. Hon fick sina superkrafter, som är lika Spindelmannens krafter, när hon blev agent för Commission on Superhuman Activities (CSA). Under sin tid hos kommissionen experimenterade de på henne genom att använda ovanliga djungelblommor och spindelgift, och gav henne därmed superkrafter. Hennes superstyrka gör att hon kan hoppa extremt långt och högt samt använda energinät och kontrollera molekylernas attraktion mellan två ihopsittande objekt vilket resulterar i att hon kan klättra på väggar. Hon använder aldrig vapen.
Captain America
MorbiusVampyren Michael Morbius har i serien varit omväxlande en fiende och partner till Spindelmannen. När de två var fiender lyckades Spindelmannen avbryta Morbius jakt ett flertal gånger. Morbius är egentligen ingen riktig vampyr utan lider av en sällsynt blodsjukdom som gör att han måste ha blod för att överleva. Han kan därför inte bli dödad på samma sätt som vanliga vampyrer, genom till exempel vigvatten eller pålar. Morbius kan flyga och läker snabbt fysiska skador, han är överlägset stark och snabb och kan dessutom förvandla andra till vampyrer. Morbius bär inga vapen.
May Parker (Spider-Girl)May Parker är i en alternativ framtid Peter Parkers dotter och en av spindelkvinnorna.
Matt Murdock/Daredevil (Våghalsen)Matt Murdock är en helt blind man som använder sina hyperkänsliga sinnen för att ta sig fram och för att bekämpa brott. Han har sitt territorium i Hell's Kitchen där han också arbetar som advokat. Han och Peter Parker lärde känna varandra när de båda blev inblandade i "Sin Eater"-historien där kapten Jean Dewolf blev nedskjuten. Matt Murdock kunde höra i rättssalen att Peter Parkers hjärtslag liknade Spindelmannens (vilka han hört när de gemensamt försökte fånga mördaren Sin Eater).
Sally AvrilSally Avril är en gammal vän till Peter Parker som också blir superhjältinna under namnet Bluebird.
Silver SableSilver Sable är ledare för ett gäng tungt beväpnade legosoldater vid namn Wild pack, som grundades av hennes far för att jaga reda på nazistiska krigsförbrytare. När dottern tog över specialiserade de sig på att bli elitprisjägare, och har bland annat varit ute efter Spindelmannen och Venom. Efter att hon bevittnade mordet på sin mor blev hennes hår silverfärgat. Hon anser att Spindelmannen är en amatör som inte kan hantera sina superkrafter. Silver Sable är väldigt skicklig i närstrid, men har inte några speciella superkrafter. Hon bär en skottsäker dräkt, använder vapnet chias och är expert på alla sorters eldvapen. Hon har ett jetpack och kan få tag på alla sorters vapen hon vill ha.
Spider-WomanFlera kvinnliga figurer med spindelmansliknande krafter kallas för Spindelkvinnan.
X-MenX-Men är en superhjältegrupp bestående av mutanter. X-Men har många medlemmar, däribland Wolverine, Cyclops, Iceman, Nightcrawler, Colossus, Gambit, Rogue, Storm, Jean Grey/Phoenix, Beast och Bishop.

## Fiender
Nedan följer en lista på antagonister som förekommer i Spindelmannen-serierna. Figurer som har egna artiklar har länkar till dessa, de som inte är centrala figurer i serien kan med fördel infogas med ett eget stycke under den här rubriken i den här artikeln. Ny text om mindre figurer skrivs också med fördel direkt i den här artikeln.
- Alistair Smythe
- Beetle
- Big Man
- Basilisk
- Carnage
- Chameleon
- Coldheart
- Doktor Octopus
- Electro
- Enforcers
- Green Goblin/Iron Patriot
- Hammerhead
- Hobgoblin
- Hydro-Man
- Jackal
- Kingpin
- Kraven the Hunter (Begår självmord i "Kraven's Last Hunt". Kravens dotter tar över honom.)
- Lizard
- Manwolf
- Mister Negative
- Molten Man
- Morbius
- Morlun
- Mysterio
- Overdrive
- Rhino
- Sandman
- Scarecrow
- Scorpion
- Shocker
- Silvermane (Även fiende till Kingpin)
- Tinkerer
- Tombstone
- Venom
- Vermin
- Vulture

## Utgivning

### Historia
Spindelmannen gjorde sitt första framträdande i Amazing Fantasy #15 i augusti 1962 (tidningen kostade då 12 cent och värderas idag[när?] till ungefär 42 500 dollar). Marvelledningen var skeptisk till Lees idé om en ung och alltför alldaglig hjälte med spindelkrafter. Därför trycktes det första äventyret i sista numret av Amazing Fantasy - eftersom tidningen skulle läggas ner ansåg man att man hade råd med detta experiment. Försäljningssiffrorna blev förvånansvärt goda och Spindelmannen fick sin egen tidning, The Amazing Spider-Man, våren 1963 (även denna såldes för 12 cent och värderas idag[när?] till 32 000 dollar). Spindelmannens popularitet fortsatte att öka och under 1970-talet tillkom flera nya titlar. I Marvel Team-Up (1972) mötte Spindeln en ny hjälte i varje nummer och Spidey Super Stories (1974) var ett försök till en mer barnvänlig tidning. Ytterligare två år senare kom Peter Parker, the Spectacular Spider-Man (1976) som inriktade sig på Peter Parkers privatliv och 1977 kom en dagsstrippserie som fortfarande (2005) publiceras dagligen. Under slutet av 1990-talet hade försäljningssiffrorna av samtliga spindeltitlar dalat kraftigt. Flera moderniseringsförsök gjordes, bland annat kallades John Byrne in (som tidigare hade gjort storverk för Stålmannen). Inga resultat blev dock särskilt lyckade och en idé att starta ett helt nytt Marveluniversum kom till. Istället för att behöva ta hänsyn till fyrtio år av komplicerad historia och intriger blev Ultimate Universe en nystart av hela serien i en mer modern tappning. I oktober 2000 kom således Ultimate Spider-Man (och snart kom även Ultimate-titlar på andra marvelfigurer) som ges ut parallellt med de övriga Spindel-titlarna.

### Pågående amerikanska titlar
- The Amazing Spider-Man, sedan 2024 författad av Joe Kelly. Titeln har getts ut med vissa uppehåll sedan mars 1963. Den första volymen publicerades fram till nummer 441 (mars 1963-november 1998) och återstartades igen med volym 2, nummer 1 i januari 1999. 58 nummer gavs ut fram till december 2003 varefter man valde att återta den äldre numreringen med nummer 500 i januari 2004. Denna 2:a volym avslutades med nummer 700 i december 2012. Tidningen ersattes av Superior Spider-Man men återuppstod som volym 3, nummer 1 i januari 2014.
- Miles Morales: Spider-Man, för närvarande författad av Cody Ziglar, tidningen handlar om Miles Morales som Spider-Man.
- Ultimate Spider-Man, för närvarande författad av Jonathan Hickman och utspelar sig i det alternativa Ultimate Marvel-universumet.

Förutom dessa förekommer han i många av Marvels övriga serietidningar.

### Nedlagda amerikanska titlar
Spindeln har också förekommit i flera andra titlar som blivit nedlagda eller bytt namn:
- Friendly Neighborhood Spider-Man påbörjades i oktober 2005 och avslutades i oktober 2007. Författad av Peter David och tecknad av Mike Wieringo.
- Marvel Adventures Spider-Man, tidningen utspelade sig då Peter Parker fortfarande gick på high school.
- Marvel Knights Spider-Man, författad av Reginald Hudlin. Påbörjades i juni 2004 och hade en mer vuxen framtoning med bland annat mer våld än de andra delarna av spindelsagan.
- Marvel Team-Up, en tidning där Spindelmannen i varje nummer mötte en ny superhjälte. Tidningen ersattes av Web of Spider-Man (1985). 1997 kom en ny version av tidningen, men var då ingen renodlad Spindeltitel.
- Marvel Universe Ultimate Spider-Man, handlingen följer kontinuiteten från tv-serien Ultimate Spider-Man (som i sin tur är baserad på serietidningen med samma namn).
- The Sensational Spider-Man, nedlagd efter nr. 33 1998. Samtidigt lades även Spectacular Spider-Man ner och Amazing Spider-Man och Peter Parker: Spider-Man återstartades.
- The Spectacular Spider-Man, titeln var från början Peter Parker, the Spectacular Spider-Man vid starten 1976, men tidningen bytte namn med nummer 134 1988. Tidningen lades ner med nummer 263 (1998). År 2003 nylanserades titeln (den ersatte Peter Parker: Spider-Man) för att läggas ner 2005 efter bara 27 nummer (den ersattes då av Friendly Neighborhood Spider-Man).
- Spider-Man, en tidning som skapades 1991 speciellt för Todd McFarlane, den bytte senare namn till Peter Parker: Spider-Man. Tidningen återstartades med ny numrering efter nummer 98 (1998) och tidningen lades ner 2002 med volum 2 nummer 58 (titeln ersattes med återstarten av Spectacular Spider-Man år 2003).
- Spider-Man 2099, behandlar Spider-Man från år 2099, Miguel O'Hara.
- Spider-Man: Chapter One, en maxiserie där John Byrne återberättade Lees och Ditkos tidiga äventyr i modern form. Den publicerades i 13 nummer åren 1998–1999.
- Spider-Man's Tangled Web, en antologi där bland annat serieskapare som inte vanligtvis förknippas med genren kunde berätta alternativa historier om Spindelmannen. Den ersattes 2004 av Marvel Knights Spider-Man efter 22 nummer mellan 2001 och 2003.
- Spider-Man Unlimited, visade upp Spindelmannen i äventyr skrivna av nya författartalanger.
- The Superior Foes of Spider-Man, författad av Nick Spencer och tecknad av Steve Lieber, behandlar ett band av superskurkar ledda av Boomerang (publicerades i 17 nummer åren 2013–1024).
- Untold Tales of Spider-Man, en tidning med nyskrivna äventyr från Spindelmannens tidiga år. Mellan åren 1995 och 1997 gavs 27 reguljära nummer och två "annuals-nummer" ut.
- Web of Spider-Man, lanserades 1985 och lades ner 1995 med nummer 129, den ersattes av The Sensational Spider-Man.

### Den svenska utgivningen
Den första svenska tidningen som innehöll Spider-Man (eller "Spindeln" som han då kallades) var Marvelserien som gavs ut av Williams Förlag 1967–1970. Från det första numret var "Spindeln" huvudserie i vartannat nummer och från nummer sju i varje. Totalt kom 39 nummer ut. Tidningen Seriepressen innehöll under 1971 och några nummer 1972 en Marvel-serie i varje nummer; i nr 1/1971, 1/1972 och 6/1972 var det Spindelmannen. Serierna var kraftigt omredigerade för att passa tidningens tabloidformat. År 1974 startade serieförlaget Red Clown utgivning av Spindelmannen, alltså den första svenska tidning som hade figurens egna namn i titeln. Tidningen lades ner 1975 efter 13 nummer.
År 1978 återuppstod tidningen Spindelmannen i Atlantics regi och fortsatte utkomma månadsvis till 1984. Mellan 1978 och 1979 var Spindelmannen också huvudserie i nr 2, 6 och 9 av Atlantic Special. 1984 tog Semic över rättigheterna att ge ut Spider-Man och därmed finns nummer 1-3/1984 utgivna i två olika versioner: Atlantics tidningar från januari-mars, och Semics från oktober-december. År 1989 tog Semics dotterbolag SatellitFörlaget över utgivningen av tidningen Spindelmannen men 1995 återgick utgivningen återigen till Semic som gav ut den fram till 1997 då Egmont Kärnan köpte upp Semic. Egmont fortsatte utgivningen och 1999 bytte tidningen namn till Spider-Man och sedan dess har det engelska originalnamnet använts i princip alla nya svenska publikationer. År 2007 tog Schibsted Förlagen över utgivningen. Tidningen lades ner 2009 efter att ha utkommit oavbrutet i Sverige i mer än 30 år och passerat 400 utgivna nummer under 2009 (räknat huvudtiteln från Atlantic, Semic, SatellitFörlaget, Egmont Kärnan och Schibsted Förlagen). Egmont Kärnan tog över utgivningen igen år 2010 men tidningen lades återigen ner 2013.
Vid några tillfällen har det gjorts försök att starta upp en andra svensk Spider-Man-titel. The Amazing Spider-Man (1991), Spindelklassiker (1992), Spindelmannen Special (1996) och Ultimate Spider-Man Special (2002–2003) var fyra försök att starta en sådan titel. De utkom bara med två nummer vardera, förutom den sista som gavs ut i fyra nummer. Spider-Man Kidz startades av Egmont Kärnan 2006 och innehöll serier som riktade sig till yngre publik än den reguljära Spider-Man. Serierna hämtades från den brittiska tidningen Spectacular Spider-Man Adventures. Förutom serier innehöll Spider-Man Kidz pysselsidor och medföljande leksak. Schibsted Förlagen gav ut tidningen mellan 2007 och 2009 och Egmont en vända till mellan 2012 och 2013.
Spider-Man har även förekommit i ett flertal seriealbum och seriepocketar. Spindelmannen Presentalbum gavs ut med fyra nummer mellan 1978 och 1980 (två av albumen kallades Jättealbum istället för Presentalbum). Spindeln var en albumserie från Carlsen som utkom 1979 med två nummer. Spindelmannen Superseriepocket och Spindelmannen Superseriealbum gavs ut av Atlantic i elva respektive tolv nummer mellan åren 1979 och 1984.

## Filmografi

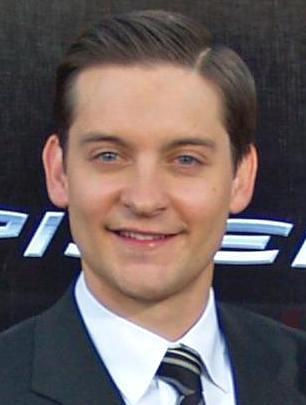
Tobey Maguire spelade Spindelmannen mellan 2002 och 2007

- Spider-Man (1967–1970, animerad TV-serie)
- The Amazing Spider-Man (1977-1979, TV-serie)
- Spider-Man Strikes Back (1978, TV-film, även känd som Spider-Man: The Deadly Dust)
- Supaidā-Man (1978–1979, japansk TV-serie)
- Spider-Man: The Dragon's Challenge (1979, TV-film)
- Spider-Man (1981, animerad TV-serie)
- Spider-Man and his Amazing Friends (1981–1984, animerad TV-serie)
- Spindelmannen (1994–1998, animerad TV-serie)
- Spider-Man Unlimited (1999–2001, animerad TV-serie)
- Spider-Man (2002, film)
- Spider-Man 2 (2004, film)
- Spider-Man 3 (2007, film)
- The Spectacular Spider-Man (2008–2009, animerad TV-serie)
- Ultimate Spider-Man (2012, animerad tv-serie)
- The Amazing Spider-Man (2012, film, reboot)
- The Amazing Spider-Man 2 (2014, film)
- Captain America: Civil War (2016, film)
- Spider-Man: Homecoming (2017, film, reboot)
- Avengers: Infinity War (2018, film)
- Spider-Man: Into the Spider-Verse (2018, animerad film)
- Spider-Man: Far From Home (2019, film)
- Spider-Man: No Way Home (2021, film)
- Spider-Man: Across the Spider-Verse (2023, animerad film)
- Your Friendly Neighborhood Spider-Man (2025, animerad tv-serie)
- Spider-Man: Brand New Day (2026, film)
- Spider-Man: Beyond the Spider-Verse (2027, animerad film)